# Букарёво
Букарёво — деревня в городском округе Истра Московской области России. Население — 12 чел. (2010).

## Население
| 1852 | 1859 | 1886 | 1890 | 1899 | 1926 | 2002 |
| ---- | ---- | ---- | ---- | ---- | ---- | ---- |
| 143  | ↘135 | ↗152 | →152 | ↘145 | ↗168 | ↘17  |
| 2006 | 2010 |      |      |      |      |      |
| ↗73  | ↘12  |      |      |      |      |      |

## География
Деревня Букарёво расположена на западе Московской области, в центральной части городского округа Истра, примерно в 13 км к западу от окружного центра — города Истры, по левому берегу реки Маглуши, высота центра — 192 метра над уровнем моря. В 3 км к югу проходят пути Рижского направления Московской железной дороги, в 4 км южнее — Волоколамское шоссе. В деревне две улицы — Гагарина и Советская. Ближайший населённый пункт — примыкающая с юго-востока деревня Дедёшино.

## История
Известно с XVI века по писцовой книге Рузского уезда 1567—1569 годов, обозначено на карте Шуберта 1860 года.
В середине XIX века деревня Букарево 2-го стана Звенигородского уезда Московской губернии принадлежала надворному советнику Якову Сергеевичу Степанову, в деревне было 19 дворов, крестьян 64 души мужского пола и 79 душ женского.
В «Списке населённых мест» 1862 года — владельческое сельцо 2-го стана Звенигородского уезда по правую сторону Московского почтового тракта по направлению из Москвы в Волоколамск, в 26 верстах от уездного города и 11 верстах от становой квартиры, при реке Молоще, с 17 дворами и 135 жителями (68 мужчин, 67 женщин).
В 1886 году деревня Букарево входила в состав Лучинской волости Звенигородского уезда, в ней насчитывалось 17 дворов, проживало 152 человека; действовало шесть столярных заведений.
В 1899 году в деревне 145 жителей.
По данным на 1911 год число дворов составляло 28, находились усадьбы В. С. Миронова и А. Т. Карповой.
По материалам Всесоюзной переписи населения 1926 года — деревня Кучинского сельсовета Лучинской волости Воскресенского уезда Московской губернии, в 4,3 км от Волоколамского шоссе и 2,1 км от станции Холщёвики Московско-Виндаво-Рыбинской железной дороги; проживало 168 человек (81 мужчина, 87 женщин), насчитывалось 27 хозяйств, из которых 26 крестьянских.
С 1929 года является населённым пунктом Московской области в составе Букарёвского сельсовета Воскресенского района (1929—1930), Букарёвского сельсовета Истринского района (1930—1939, 1954—1957, 1960—1963, 1965—1994), Брыковского сельсовета Истринского района (1939—1954), Букарёвского сельсовета Красногорского района (1957—1960), Букарёвского сельсовета Солнечногорского укрупнённого сельского района (1963—1965), Букарёвского сельского округа Истринского района (1994—2006), сельского поселения Букарёвское Истринского района (2006—2017), городского округа Истра (с 2017).